# Breakpoint

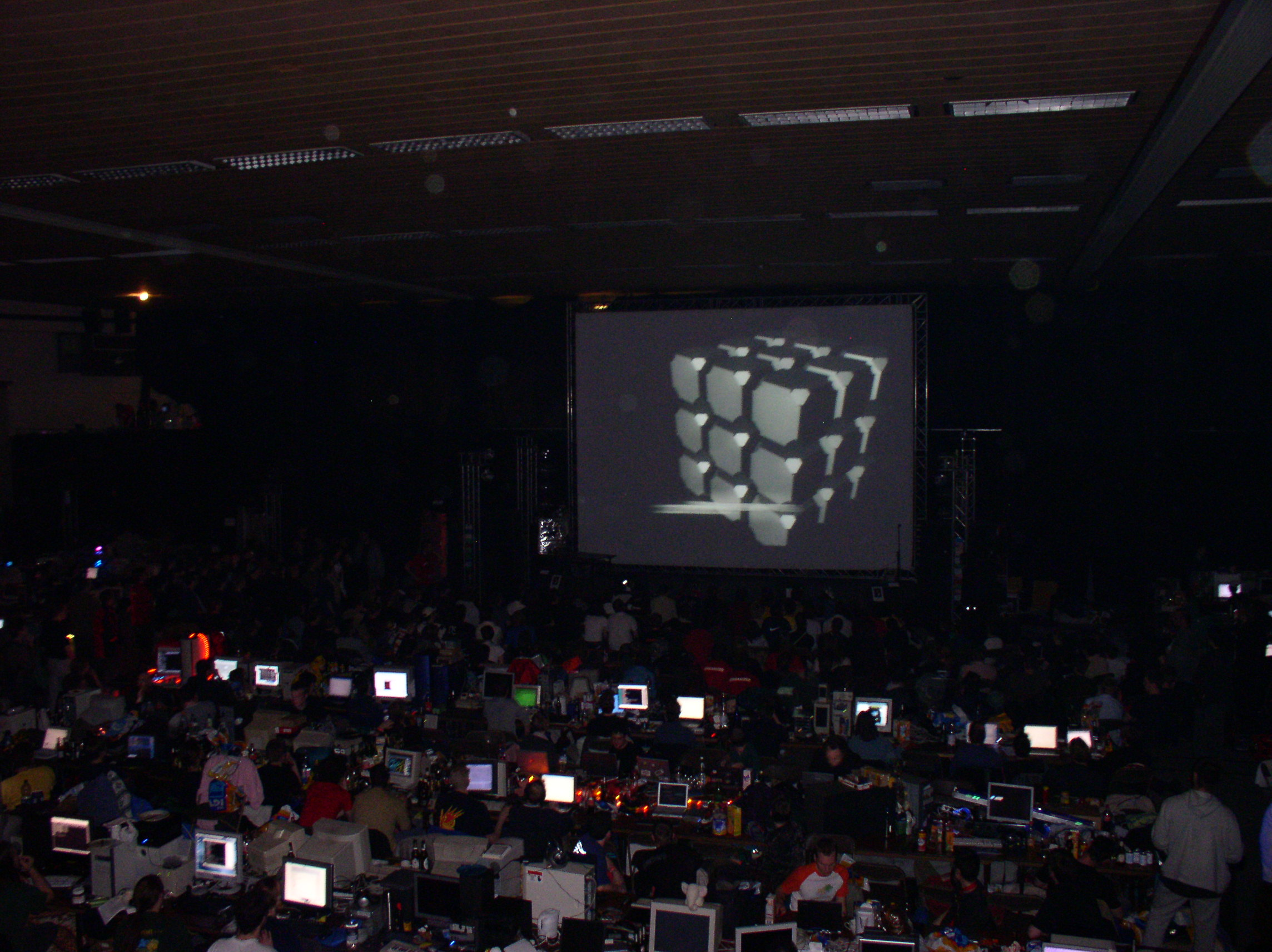
Breakpoint 2005

Breakpoint — немецкая демопати. Проводилась ежегодно в середине весны в восточной части Бингена в период 2003—2010 годов.
Breakpoint является наследником легендарной Mekka & Symposium. Ежегодно эту демопати посещают около 800 человек, что делает её одним из крупнейших событий демосцены в Европе. Также на этом мероприятии проводится церемония награждения Scene.org Awards.

## События
1. Breakpoint 2003 (18—21 апреля)
2. Breakpoint 2004 — «The Code Inside» (9—12 апреля)
3. Breakpoint 2005 — «Aliens Ate My Demomaker» (25—28 марта)
4. Breakpoint 2006 — «Rumble in the Jungle» (14—17 апреля)
5. Breakpoint 2007 — «Demoscene Through Time and Space» (6—9 апреля)
6. Breakpoint 2008 — «Digital Garden» (21—24 марта 2008)
7. Breakpoint 2009 — «Everything Is Under Control» (10—13 апреля)
8. Breakpoint 2010 — "Like There’s No Tomorrow (2—5 апреля)

## Преемник
После того как было объявлено о завершении Breakpoint, появились слухи о возможном преемнике этой вечеринки. После серии видеороликов с вирусным тизером было выпущено приглашение на официальную последующую демопати под названием «Revision». Она проходит в Саарбрюкене с 2011 года, в значительной степени продолжая то же направление, что и Breakpoint.